# World Checklist of Selected Plant Families
World Checklist of Selected Plant Families (abreujat WCSP) - Llista mundial de famílies de plantes seleccionades és un programa de col·laboració internacional que proporciona l'última revisió i les opinions sobre els noms científics acceptats i sinònims de plantes publicats. És mantingut per Reial Jardí Botànic de Kew, està disponible en línia, la qual cosa permet fer cerques dels noms de les famílies, gèneres i espècies, així com la possibilitat de crear llistes de verificació.
El projecte es remunta a la feina feta en la dècada de 1990 per l'investigador de Kew Rafaël Govaerts d'una llista de verificació del gènere Quercus. Influenciat per l'Estratègia Global per a la Conservació Vegetal, el projecte es va ampliar. A partir de gener de 2013, inclou 173 famílies d'espermatòfits (plantes fanerògames). Les famílies de monocotiledònies són completes. S'hi van afegint altres famílies.
Un projecte complementari és l'Índex Internacional de Noms de Plantes (IPNI), en el qual també participa Kew. IPNI té com a objectiu proporcionar els detalls de la publicació dels noms de les espècies de plantes, però no té per objecte determinar quins noms de les espècies són acceptats. Els noms de publicació recent s'afegeixen de forma automàtica des d'IPNI a WCSP. WCSP és també la base de dades subjacent per a la llista de plantes The Plant List.